# Сафохин, Михаил Самсонович
Михаил Самсонович Сафохин (1926—1993) — советский и российский учёный, доктор технических наук, профессор, член-корреспондент Академии естественных наук РСФСР, с 1977 по 1993 год — ректор Кузбасского политехнического института, Заслуженный деятель науки и техники РСФСР.

## Биография
Михаил Самсонович Сафохин родился 12 ноября 1926 года в селе Князево Скопинского района Рязанской области. Родители: отец — Самсон Андреевич работал в сельском хозяйстве, на шахтах и промышленных предприятия, мать — занималась домашним хозяйством и работала в колхозе.
В 1941 году окончил сельскую семилетнюю школу, после чего до 1943 года работал в колхозе. С 1943 по 1945 год работал монтёром, слесарем на шахте «Топильская» треста «Октябрьуголь». В 1949 году окончил Скопинский техникум промышленного транспорта по специальности «Оборудование поверхности шахт и механизация погрузочно-разгрузочных работ», в том же году поступил в Московский горный институт. В 1954 году с отличием окончил институт по специальности «Горное машиностроение», после чего был направлен на работу в Кемеровский горный институт.
С 1954 по 1962 год работал работал ассистентом, преподавателем, старшим преподавателем. В 1962 году был назначен заведующим кафедрой горных машин и комплексов, которую возглавлял до 1993 года.
В 1964 году защитил диссертацию на соискание учёной степени кандидата технических наук по теме «Исследование работы бурового инструмента буросбоечных машин в условиях шахт Кузбасса». В 1965 году получил учёное звание доцента, в том же году назначен проректором по учебной работе Кузбасского политехнического института.
В 1973 году защитил диссертацию на соискание учёной степени доктора технических наук «Исследование и создание эффективных средств бурения скважин большого диаметра при отработке пластов крутого падения в условиях Кузбасса». В 1974 году получил учёное звание профессора. В 1991 году был избран членом-корреспондентом Академии естественных наук РСФСР.
С 1977 по 1993 год работал ректором Кузбасского политехнического института.

## Память
Шахматный клуб КузГТУ имени Михаила Сафохина. Ежегодно в день рождения учёного проводятся шахматные турниры, посвящённые памяти основателя клуба.

## Награды
- Два ордена Трудового Красного Знамени[2].
- Медаль «За доблестный труд. В ознаменование 100-летия со дня рождения Владимира Ильича Ленина»
- Медаль «Ветеран труда»
- Звание «Заслуженный деятель науки и техники РСФСР»
- Знак «За отличные успехи в области высшего образования СССР»
- Знак «Шахтерская слава» трех степеней
- Знак «Изобретатель СССР»
- Почётная грамота Президиума Верховного совета Российской Федерации (1993)[6].